# Lincoln County (Arkansas)
Lincoln County je okres ve státě Arkansas v USA. K roku 2010 zde žilo 14 134 obyvatel. Správním městem okresu je Star City. Celková rozloha okresu činí 1 482 km².

## Sousední okresy
| Růžice kompasu |                  | Jefferson County          | Arkansas County | Růžice kompasu |
| Růžice kompasu | Cleveland County | Sever                     | Desha County    | Růžice kompasu |
| Růžice kompasu | Cleveland County | Lincoln County (Arkansas) | Desha County    | Růžice kompasu |
| Růžice kompasu | Cleveland County | Jih                       | Desha County    | Růžice kompasu |
| Růžice kompasu | Drew County      |                           |                 | Růžice kompasu |